# منتخب كرواتيا لكرة اليد الشاطئية للسيدات
منتخب كرواتيا لكرة اليد الشاطئية للسيدات (بالكرواتية: Hrvatska ženska reprezentacija u rukometu na pijesku)‏ هو ممثل كرواتيا الرسمي في المنافسات الدولية في كرة اليد الشاطئية للسيدات
.